# Universität Russe

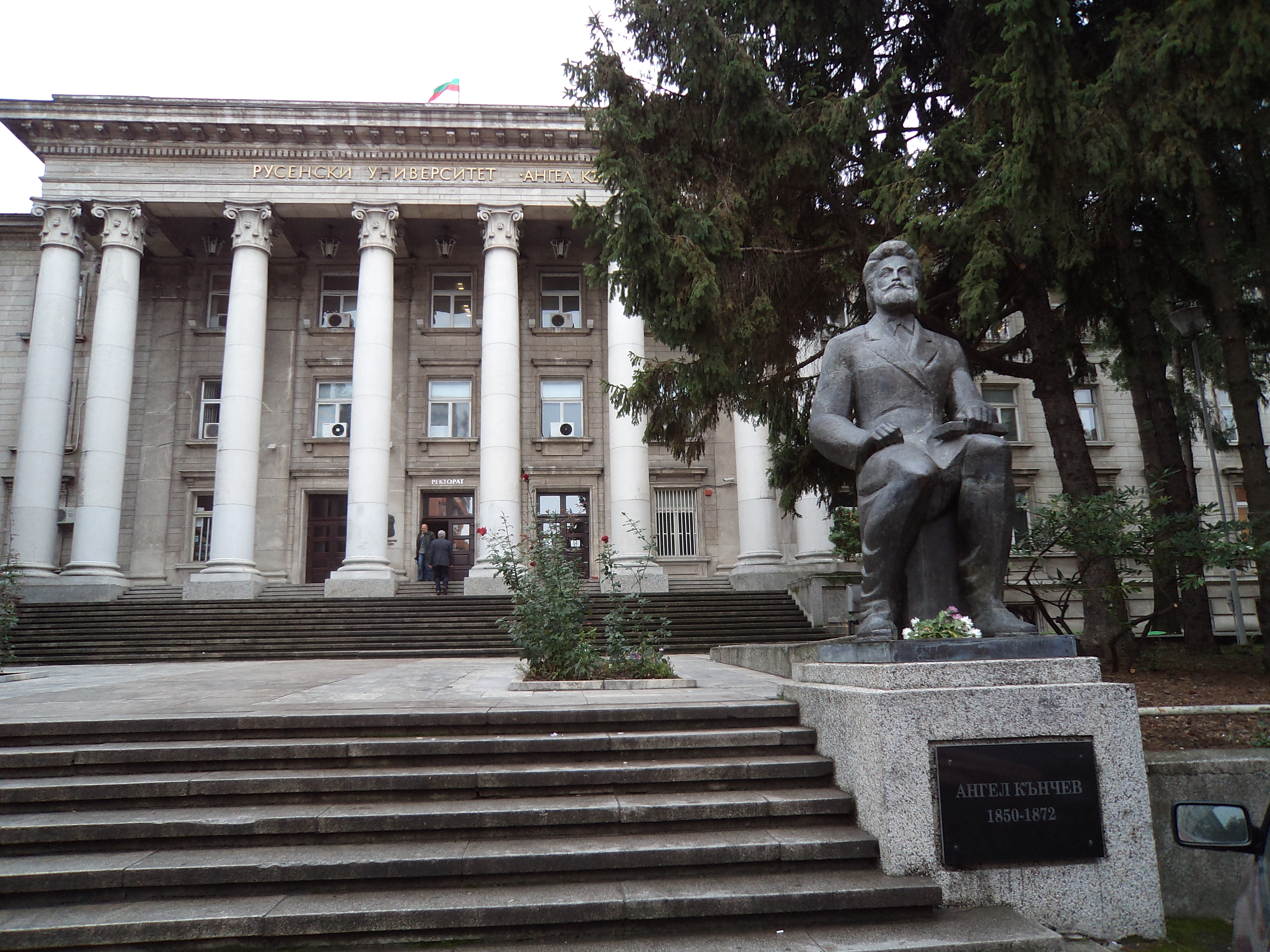
Hauptgebäude mit Angel Kantschew Monument

Die Angel-Kantschew-Universität Russe (bulgarisch: Русенски университет "Ангел Кънчев") ist eine 1954 gegründete staatliche Universität in der bulgarischen Stadt Russe mit etwa 10.000 Studenten. Die Universität trägt den Namen des berühmten bulgarischen Revolutionärs und Freiheitskämpfers Angel Kantschew.

## Organisation
Die Universität ist international bekannt für Agrartechnik und gliedert sich in 7 Fakultäten.
- Fakultät für Agrarwissenschaften
- Fakultät für Maschinenbau
- Fakultät für Elektrotechnik
- Fakultät für Automatisierungstechnik und Verkehrsingenieurwesen
- Fakultät für Betriebswirtschaft
- Fakultät für Pädagogik
- Fakultät für Rechtswissenschaften

## Bekannte Absolventen
- Dessislaw Tschukolow, MdEP für Bulgarien und Abgeordneter in dem 40. und 41. Narodno Sabranie.

## Trivia
- Angela Merkel wurde am 11. Oktober 2010 mit der Ehrendoktorwürde ausgezeichnet.